# جان مارتین (ورزشکار)
جان مارتین (انگلیسی: John Martin؛ ۱۷ مه ۱۸۶۸ – ۲۷ ژوئن ۱۹۵۱) ورزشکار اهل بریتانیا بود.
وی در مسابقات کشوری و بین‌المللی در مجموع برندهٔ ۱ مدال نقره شده‌است.